# Limoges-Cité (tổng)
Tổng Limoges-Cité là một tổng của Pháp tọa lạc tại tỉnh Haute-Vienne trong vùng Nouvelle-Aquitaine của Pháp.

## Hành chính
| Giai đoạn | Ủy viên         | Đảng | Tư cách |
| --------- | --------------- | ---- | ------- |
| 2001-2008 | Claude Bourdeau | PS   |         |

## Phân chia đơn vị hành chính
| Xã      | Dân số      | Mã bưu chính | Mã insee |
| ------- | ----------- | ------------ | -------- |
| Limoges | 133 968 (1) | 87280        | 87085    |

(1) một phần của xã.

## Thông tin nhân khẩu
| 1962                                                     | 1968 | 1975 | 1982 | 1990 | 1999 |
| -------------------------------------------------------- | ---- | ---- | ---- | ---- | ---- |
| -                                                        | -    | -    | -    | -    | -    |
| Nombre retenu à partir de 1962 : dân số không tính trùng |      |      |      |      |      |